# جاك رايت
جاك رايت (بالإنجليزية: Jack Wright)‏ هو سياسي أسترالي، ولد في 25 يناير 1927، وتوفي في 28 أغسطس 1998. حزبياً، نشط في حزب العمال الأسترالي (فرع جنوب أستراليا) ‏.

## مناصب
- انتخب رئيس سكرتارية جنوب أستراليا [الإنجليزية]‏ (10 فبراير 1984 – 16 يوليو 1985).
- انتخب وزير العمل (10 نوفمبر 1982 – 16 يوليو 1985).
- انتخب Commissioner of Public Works (South Australia) [الإنجليزية]‏ (10 نوفمبر 1982 – 10 فبراير 1984).
- انتخب Commissioner of Public Works (South Australia) [الإنجليزية]‏ (15 مارس 1979 – 18 سبتمبر 1979).
- انتخب Deputy Premier of South Australia [الإنجليزية]‏ (10 نوفمبر 1982 – 16 يوليو 1985).
- في 1971 Adelaide state by-election [الإنجليزية]‏، انتخب عضو مجلس النواب جنوب أستراليا من الجمعية عن دائرة Electoral district of Adelaide [الإنجليزية]‏ وقد انضم خلال فترته النيابية (3 يوليو 1971 – 6 ديسمبر 1985)  للكتلة البرلمانية حزب العمال الأسترالي (فرع جنوب أستراليا) [الإنجليزية]‏.